# Diecezja Mbinga
Diecezja Mbinga – diecezja rzymskokatolicka  w Tanzanii. Powstała w 1986.

## Biskupi diecezjalni
- Bp Emmanuel A. Mapunda (1986 —  2011)
- Bp John Chrisostom Ndimbo (od 2011)